# Ellen Keane
Ellen Keane, née le 6 avril 1995 à Dublin (Irlande), est une nageuse handisport irlandaise concourant en brasse et en papillon dans la catégorie S8. Après le bronze en 2016, elle remporte l'or paralympique sur le 100 m brasse SB8 en 2021.

## Jeunesse
Elle est née sans avant-bras gauche et commence la natation à l'âge de deux ans.

## Carrière
Elle est la plus jeune paralympienne de l'histoire de l'Irlande lors des Jeux paralympiques d'été de 2008.
Ellen Keane remporte la première médaille de l'Irlande lors des Jeux paralympiques d'été de 2020 en gagnant l'or sur le 100 m brasse SB8 le 26 août en 1 min 19 s 93. Elle bat la Néo-Zélandaise Sophie Pascoe (1 min 20 s 32) et la Russe Adelina Raztdinova (1 min 24 s 77).